# Ofili Calavi
Ofili Calavi (en llatí Ofilius Calavius) era fill d'Ovi Calavi, que es va revoltar contra Roma l'any 314 aC.
Era un personatge rellevant i distingit de Càpua i quan els romans van ser derrotats a Caudium durant la Segona Guerra Samnita l'any 321 aC va abraçar el partit romà i va aconsellar als conciutadans que s'alegraven de la victòria dels samnites que miressin l'assumpte des d'una altra perspectiva i es posessin en guàrdia esperant a veure què passava.